# Hoya cumingiana
Hoya cumingiana är en oleanderväxtart som beskrevs av Joseph Decaisne. Hoya cumingiana ingår i släktet Hoya och familjen oleanderväxter. Inga underarter finns listade i Catalogue of Life.